# Kkonminam
A kkonminam (hangul: 꽃미남) koreai kifejezés, szó szerinti jelentése „virágférfi”. A Naver szótárának meghatározása szerint olyan férfiakat jelöl, „akik olyan szépek, mint egy virág”, illetve az angol pin up boys kifejezéshez hasonlítja. A kifejezés a 2000-es években jelent meg a koreai populáris kultúrában és gyakori jelzője a K-pop-idoloknak. Szorosan kapcsolódik a nyugaton ismert metroszexualitás fogalmához, azonban egyes elméletek szerint a koreai jelenség a nyugatitól függetlenül, más okokból alakult ki. A kkonminamok rendszerint rendkívül szép arcú, kifinomult ízlésű, divatkövető férfiak, akik sok figyelmet fordítanak a külsejükre és sminket is viselnek (például púdert, szájfényt). Tipikus kkonminamként tartják számon például I Dzsungi (Lee Jun-gi)t, Pe Jongdzsun (Bae Yong-jun)t, Kim Hjondzsung (Kim Hyeon-jung)ot, Csang Gunszok (Jang Geun-seok)ot, Kim Dzsedzsung (Kim Jae-jung)ot, G-Dragont, a SHINee és a Super Junior együttesek tagjait. A koreai hullámnak köszönhetően a „virágférfiak” világszerte népszerűek.

## Kialakulása

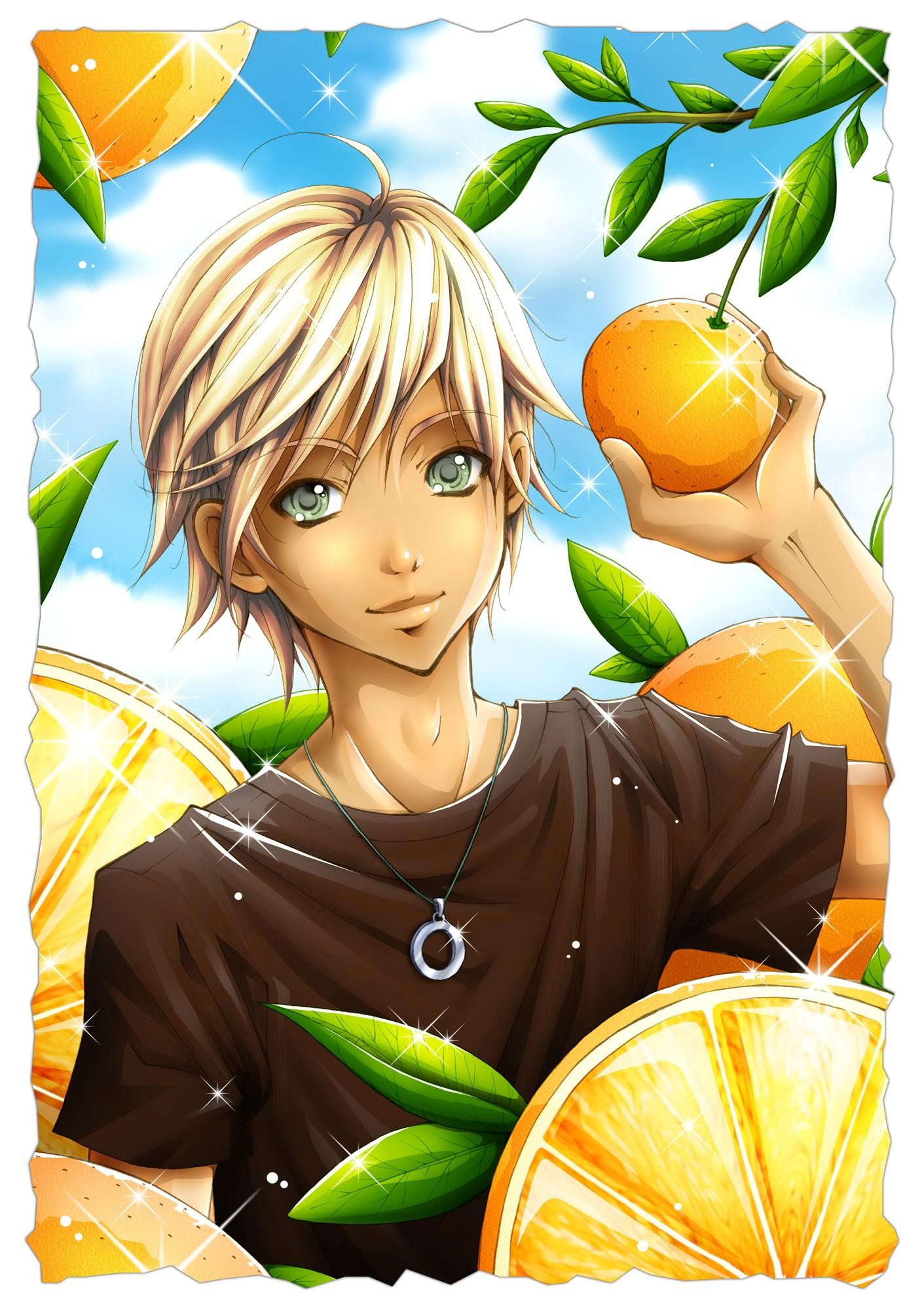
Bisónen mangarajz

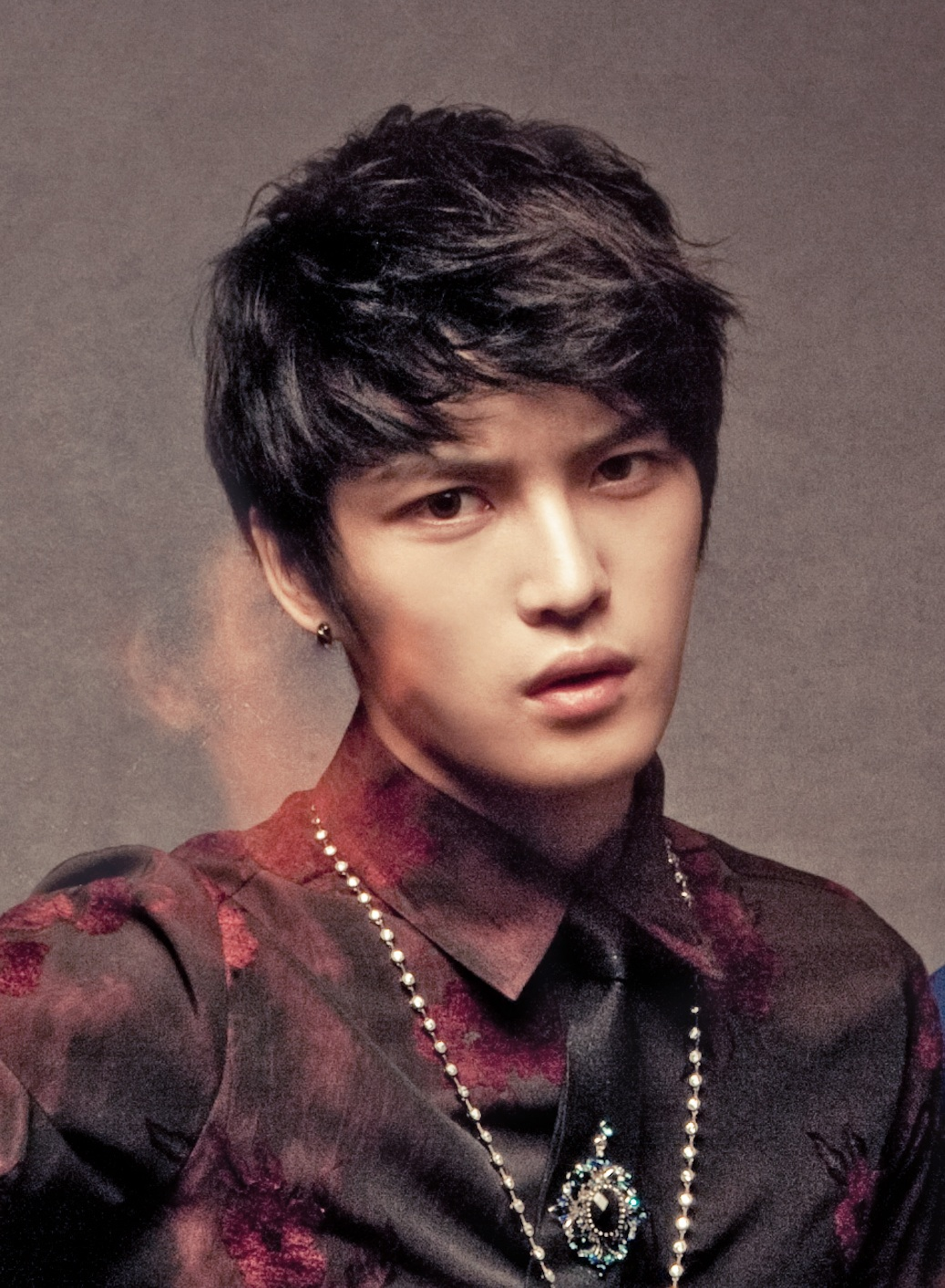
Kim Dzsedzsung (Kim Jae-jung)

A koreai társadalom hagyományosan szigorúan patriarchális, azaz férfiközpontú. Az 1990-es évek végéig a médiában megjelenített férfikép ennek megfelelően az úgynevezett macsó vagy „kemény legény” volt, melyet olyan színészek képviseltek, mint Cshö Minszu (Choi Min-su) (최민수) vagy Pak Szangmin (Park Sang-min) (박상민). Ekkor jelentek meg a médiában az első „virágfiúk”. A szó eredete valószínűleg a japán bisónen mangákra vezethető vissza, ahol a férfi szereplőket nőies vonásokkal ábrázolják, gyakran virágos háttérrel. Kim Jonghi szerint a kkonminamok nem elnőiesedett férfiak, hanem „a férfi-női szexuális identitások kereszteződéséből” jöttek létre. A bisónen mangák hatására létrejött koreai szundzsong manhva (sunjeong manhwa) (순정만화) képregények főhősei tipikus kkonminamok: magas, hosszú lábú, csinos arcú, kedves mosolyú fiatal férfiak. Ezeket a képregényeket kifejezetten nőknek rajzolják, nem csak Koreában, de Japánban is.
A kkonminam-jelenséget szokás összehasonlítani a nyugaton ismert, hasonló metroszexualitással, azaz a divattudatos, megjelenésére odafigyelő városi férfival, akiknek tipikus képviselője David Beckham. James Turnbull, a téma szakértője szerint azonban a nyugati metroszexualitás nem közvetlen kiváltója a koreai jelenségnek, mivel a metroszexualitás felbukkanásakor Korea még sokkal zártabb társadalom volt ahhoz, hogy ilyen mértékben importálja a külföldi kultúrát. Turnbull úgy véli, az 1997-es ázsiai gazdasági válság, valamint a Japánnal közösen rendezett 2002-es labdarúgó-világbajnokság játszott nagy szerepet a férfiakról kialakított kép drasztikus változásában. E szerint az elmélet szerint a gazdasági válság lehetővé tette egyrészt a nyitást a korábban tiltott japán kultúra felé, ami többek között a bisónen mangákat is magával hozta, valamint megnövelte a nők szerepének fontosságát a társadalomban. A gazdasági válságban elbukott „macsó” kenyérkereső férfiak helyett a nők a feléjük nyitottabb, érzékenyebb, femininebb vonásokkal rendelkező férfiak iránt kezdtek érdeklődni. Ugyancsak közrejátszhatott, hogy a koreai nők a 21. században már szabadabban merik nyilvánosan felvállalni a vágyaikat. A kkonminamok megjelenése egyszersmind a férfitest szexuális tárgyként való kezelésével is együtt járt, ahogy egyre gyakoribbak lettek a videóklipekben és a reklámokban a meztelen felsőtestek. Kim Hjonmi (Kim Hyeon-mi), a Jonsze (Yonsei) professzora szerint a jelenség terjedése annak köszönhető, hogy a koreai nők függetlenebbek és öntudatosabbak, valamint „megengedhetik maguknak, hogy válogassanak a partnerek között”, ami arra kényszeríti a férfiakat, hogy megfeleljenek a támasztott elvárásoknak.
Dr. Sun Jung, a jelenség egyik kutatója a kkonminamokat a tágabb „pán-kelet-ázsiai puha férfiasság” körébe sorolja, a jelenség ugyanis más kelet-ázsiai országokban is jelen van, Japánban például többek között a SMAP és az Arashi együttesek, Tajvanon pedig az F4 együttes képviseli.

## Hatása
A kkonminamok megjelenése generációs szakadékot idézett elő a 21. századi fiatalok és szüleik között: „a kifinomult frizura, a fiatal férfiak és gyerekek ruháinak pasztellszínei, a bőrápolásra fordított figyelmük […] éles ellentétben lehet apáik megfontolt megjelenésével.” A nők kkonminamok iránti érdeklődése és a társadalmi változások hatására a fiatal koreai férfiak igényesebben kezdtek öltözködni, több figyelmet fordítanak a fitneszre, a bőrápolásra és a sminkelésre. Számos férfi rendszeresen használ alapozót, BB krémet, különféle bőrápoló kozmetikumokat. Emellett a modern Dél-Koreában a tökéletes bőr, az ápolt megjelenés a társadalmi és a munkaerő-piaci siker egyik alapkövének számít. A szórakoztatóipar és a reklámok alakította trendek is arra ösztönzik a férfiakat, hogy többet foglalkozzanak a külsejükkel és használjanak sminktermékeket. A termékeket kifejezetten heteroszexuális férfiak is vásárolják. A trend utat nyitott a plasztikai sebészetnek is, valamint megjelentek a kifejezetten férfiakkal foglalkozó kozmetikai szalonok, drogériák is.
Az országban 2011-ben csaknem 500 millió dollárt költöttek a férfiak kozmetikumokra, ami a világpiaci eladás 21%-a. A legnagyobb koreai kozmetikai cég, az Amorepacific becslése szerint 2012-ben ez az összeg meghaladta a 885 millió dollárt.

## Megjelenése a kultúrában

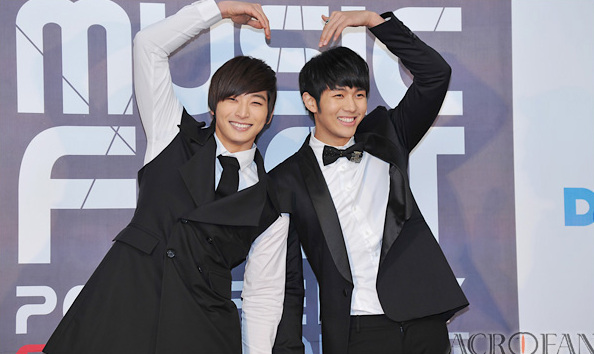
A 2AM együttes egy tipikus egjo (aegyo)-kifejezés közben

A kkonminam-imidzs népszerűsítésében nagy szerepet játszanak a K-pop-sztárok és a koreai televíziós sorozatok, melyekben egyre inkább a „virágférfi”-szépségű színészek kapnak főszerepet. Sokszor maga a sorozat címe is jelzi mindezt (Boys Over Flowers, Minamisinejo (Minamisineyo), Flower Boy Ramyun Shop, Flower Boys Next Door). Ezek az énekesek, színészek rendszeresen reklámoznak kozmetikumokat és mind a nők, mind a férfiak csodálják őket a tökéletes megjelenésű bőrükért. Egyes „virágfiúk” nem csak feminin megjelenésűek, de a rajongóknak való megfelelés miatt gyakran viselkednek fiatal lányokra jellemző „cuki” vagy kavaii módon, amit Koreában egjo (aegyo)nak (애교) hívnak. Ilyen viselkedéséről híres például Kim Hicshol (Kim Hui-cheol) (Super Junior) vagy Cso Gvon (Jo Gwon) (2AM). A kkonminam hírességek jellemzője, hogy egyszerre képesek nőiesen szépek és férfiasan vonzók lenni. Catherine Deen (Yahoo!) szerint:
[V]an valami abban, ha egy jóképű férfi megpróbál úgy viselkedni, mint egy nő, valahogy vonzóbbá teszi. Valamiért létezik egy megmagyarázhatatlan és ellenállhatatlan vágy a nőkben, hogy megcsipkedjék a virágfiúk pofiját, akárhányszor „cukin” viselkednek. Ami fontos azonban, hogy belássuk, ezek kizárólag a szórakoztatást szolgálják.
A kkonminam-imiddzsel rendelkező idolsztárokkal szemben jött létre a csimszungdol (jimseungdol) (짐승돌, „bestiális idol”) fogalma, amit olyan hírességekre alkalmaznak, akik férfiasabb, macsóbb megjelenést részesítik előnyben, mint például a 2PM vagy a Beast együttesek.